# Brunyola i Sant Martí Sapresa

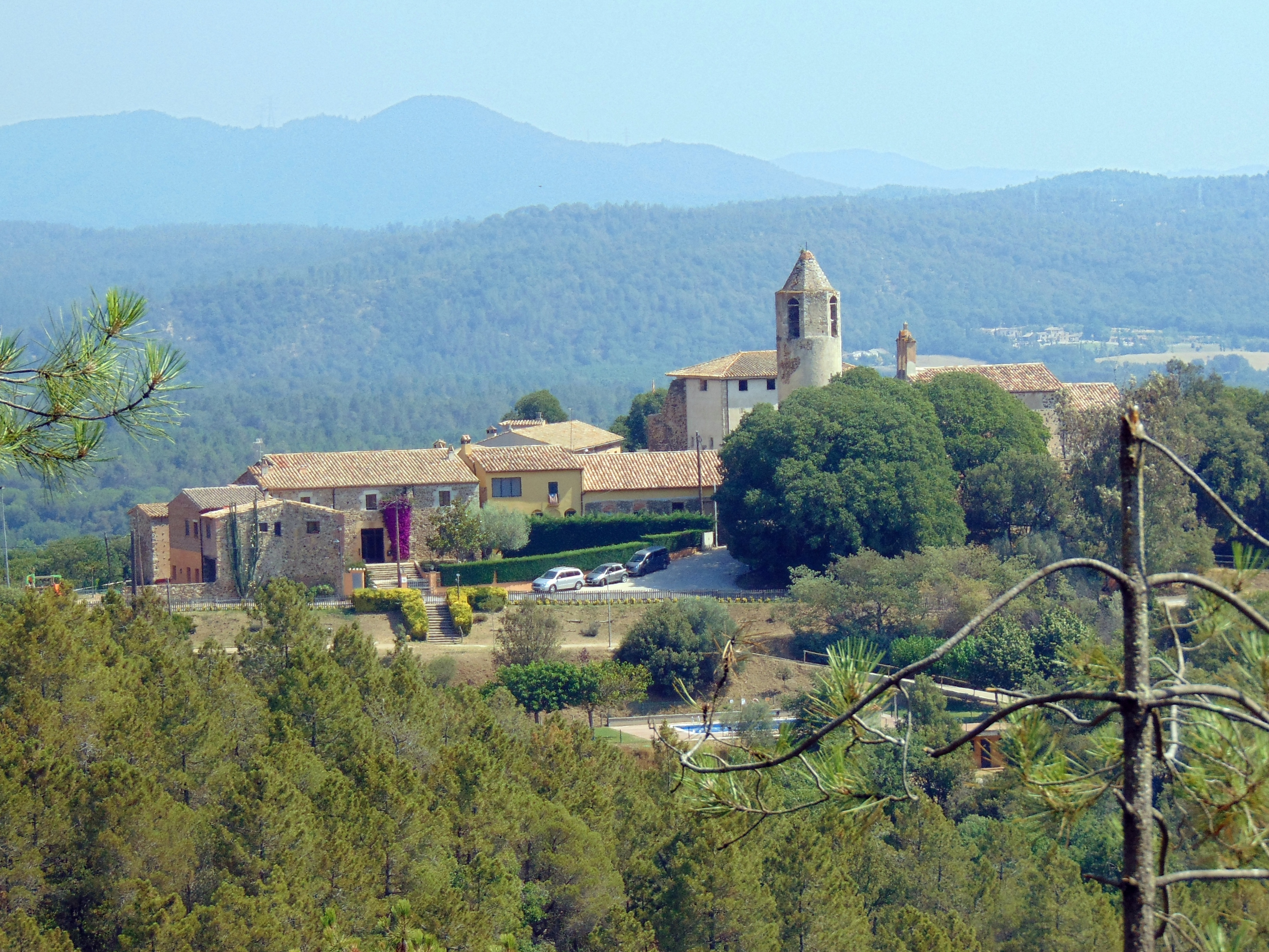
Brunyola

Brunyola i Sant Martí Sapresa (tot 2018 Brunyola) is een gemeente in de Spaanse provincie Girona in de regio Catalonië met een oppervlakte van 37 km². Brunyola i Sant Martí Sapresa telt 375 inwoners (1 januari 2016).

## Demografische ontwikkeling
Bron: INE, 1857-2011: volkstellingen
Opm.: In 1857 werden de gemeenten Sant Dalmai en Sant Martí Sapresa aangehecht